# Арушанян Ерік Борисович
Ерік Борисович Арушанян(нар. 20 січня 1999) — український борець вільного стилю, бронзовий призер чемпіонату Європи.

## Спортивні результати на міжнародних змаганнях

### Виступи на Чемпіонатах світу
| Змагання                        | Збірна  | Вагова категорія          | Місце |
| ------------------------------- | ------- | ------------------------- | ----- |
| Чемпіонат світу з боротьби 2022 | Україна | вільна боротьба, до 65 кг | 22    |
| Чемпіонат світу з боротьби 2023 | Україна | вільна боротьба, до 65 кг | 17    |

### Виступи на Чемпіонатах Європи
| Змагання                         | Збірна  | Вагова категорія          | Місце  |
| -------------------------------- | ------- | ------------------------- | ------ |
| Чемпіонат Європи з боротьби 2020 | Україна | вільна боротьба, до 65 кг | Бронза |
| Чемпіонат Європи з боротьби 2023 | Україна | вільна боротьба, до 65 кг | Бронза |
| Чемпіонат Європи з боротьби 2024 | Україна | вільна боротьба, до 65 кг | 11     |

### Виступи на інших змаганнях
| Змагання                                     | Збірна  | Вагова категорія          | Місце  |
| -------------------------------------------- | ------- | ------------------------- | ------ |
| Турнір Дана Колова — Николи Петрова 2019     | Україна | вільна боротьба, до 65 кг | 16     |
| Міжнародний турнір Маттео Пелліцоне 2020     | Україна | вільна боротьба, до 65 кг | 5      |
| Київський Міжнародний турнір з боротьби 2021 | Україна | вільна боротьба, до 65 кг | 5      |
| Міжнародний турнір Маттео Пелліцоне 2022     | Україна | вільна боротьба, до 65 кг | Срібло |
| Меморіал Вацлава Циолковського 2022          | Україна | вільна боротьба, до 65 кг | Бронза |
| Меморіал Білла Фаррелла 2022                 | Україна | вільна боротьба, до 70 кг | 4      |
| Турнір Ібрагіма Мустафи 2023                 | Україна | вільна боротьба, до 65 кг | Бронза |

### Виступи на змаганнях молодших вікових груп
| Змагання                                       | Збірна  | Вагова категорія          | Місце  |
| ---------------------------------------------- | ------- | ------------------------- | ------ |
| Чемпіонат Європи з боротьби серед кадетів 2016 | Україна | вільна боротьба, до 63 кг | 15     |
| Чемпіонат світу з боротьби серед кадетів 2016  | Україна | вільна боротьба, до 63 кг | 5      |
| Чемпіонат Європи з боротьби серед юніорів 2018 | Україна | вільна боротьба, до 65 кг | 5      |
| Чемпіонат світу з боротьби серед юніорів 2018  | Україна | вільна боротьба, до 65 кг | Бронза |
| Чемпіонат Європи з боротьби серед юніорів 2019 | Україна | вільна боротьба, до 65 кг | 12     |
| Чемпіонат світу з боротьби серед юніорів 2019  | Україна | вільна боротьба, до 70 кг | Золото |
| Чемпіонат Європи з боротьби серед молоді 2021  | Україна | вільна боротьба, до 65 кг | Золото |
| Чемпіонат світу з боротьби серед молоді 2021   | Україна | вільна боротьба, до 65 кг | 19     |
| Чемпіонат світу з боротьби серед молоді 2022   | Україна | вільна боротьба, до 65 кг | Бронза |